# Thamnostoma macrostomum
Thamnostoma macrostomum is een hydroïdpoliep uit de familie Bougainvilliidae. De poliep komt uit het geslacht Thamnostoma. Thamnostoma macrostomum werd in 1879 voor het eerst wetenschappelijk beschreven door Haeckel. 